# Дафніс (супутник)
Дафніс (лат. Daphnis, грец. Δαφνίς) — третій за віддаленістю від планети природний супутник Сатурна. Його відкрила 6 травня 2005 року група американських астрономів на чолі з Кароліною Порко за фотознімками космічного апарата «Кассіні». Супутник отримав тимчасове позначення S/2005 S 1. Його також позначають Сатурн XXXV.
У грецькій міфології Дафніс — сицилійський пастух надзвичайної вроди, який писав пісні; син Гермеса, брат Пана.
Дафніс має діаметр близько 7 кілометрів і обертається на відстані 136 505 кілометрів від Сатурна. Період обертання супутника 0,59537 днів. Супутник розташований всередині щілини Кілера зовнішнього кільця A.